# Andrzej Piotrowski (generał)
Andrzej Franciszek Piotrowski (ur. 16 maja 1946 w Tomaszowie Mazowieckim) – generał brygady Wojska Polskiego.

## Życiorys
W latach 1960–1964 był uczniem II Liceum Ogólnokształcącego w Tomaszowie Mazowieckim, a w latach 1964–1967 podchorążym Oficerskiej Szkoły Wojsk Rakietowych i Artylerii w Toruniu. W latach 1972–1976 był słuchaczem Dowódczo–Artyleryjskiej Akademii, a w latach 1984–1986 słuchaczem Akademii Sztabu Generalnego Sił Zbrojnych ZSRR w Moskwie. Pełnił różne funkcje dowódczo-sztabowe, był m.in. dowódcą 33 Pułku Artylerii w Żarach (1978–1982), szefem sztabu 3 Brygady Artylerii w Biedrusku (1982–1984), zastępcą dowódcy Wojsk Rakietowych i Artylerii Śląskiego Okręgu Wojskowego we Wrocławiu (1984), dowódcą 6 Brygady Artylerii Armat w Toruniu (1986–1991) oraz komendantem-rektorem Wyższej Szkoły Oficerskiej Wojsk Rakietowych i Artylerii im. Józefa Bema i profesorem-komendantem Wyższej Szkoły Oficerskiej im. gen. Józefa Bema w Toruniu, a jednocześnie dowódcą garnizonu Toruń. 18 lutego 2004 roku został oficjalnie pożegnany przez Ministra Obrony Narodowej Jerzego Szmajdzińskiego w związku z zakończeniem zawodowej służby wojskowej.

## Ordery i odznaczenia
- Krzyż Oficerski Orderu Odrodzenia Polski (2001)[1]